# پاول لوتر
پاول لوتر (آلمانی: Paul Luther؛ ۲۸ ژانویهٔ ۱۵۳۳ – ۸ مارس ۱۵۹۳) یک شیمی‌دان، و پزشک اهل آلمان بود.